# Kanal 4 (Nordrhein-Westfalen)
KANAL 4 Rundfunkgesellschaft in Nordrhein-Westfalen mbH war ein von der nordrhein-westfälischen Film- und Videoszene Ende 1987 gegründeter Fernsehsender.
Peter Kleinert vom KAOS Film- und Video-Team, Joachim Ortmanns von der Lichtblick Film- und Fernsehproduktion in Köln, Dieter Zeppenfeld von der Magenta Videoproduktion in Aachen, der Jugendfilmclub Köln, das Medienzentrum Ruhr in Essen, Sascha Schäfer vom „Krankenhausfernsehen Ibbenbüren“ und Klaus Keuter, ehemaliger Redakteur der Gewerkschafts-Zeitung Welt der Arbeit waren die Initiatoren.
Seine Existenz verdankte Kanal 4 einer Klausel im Landesrundfunkgesetz von Nordrhein-Westfalen, in dem die Zulassung erster privater Sender neben den öffentlich-rechtlichen geregelt war. Danach mussten die privaten Fernsehbetreiber, sofern sie einen technischen Marktanteil von mehr als zehn Prozent erreichten, einen Teil ihrer Sendezeit als „offenen Kanal“ für Berichte aus der Kulturszene des Landes abtreten, die von Initiativen wie Kanal 4 erstellt wurden. Ab 1988 erschienen somit in den privaten Sendern RTL  und Sat.1 von Kanal 4 produzierte gesellschaftskritische Magazine, politische Dokumentationen und Talkshows sowie Satire- und Musiksendungen. 
So konnten in der Kanal-4-Reihe Vor Ort am 11. Februar 1989 die Besetzer des autonomen Zentrums Weißhausstraße in RTL ihre politischen Positionen vertreten. Nach der Präsentation von Super-8-Filmen aus der Underground-Szene der DDR versuchte RTL vergeblich, den aufgezwungenen Vertrag mit Kanal 4 zu kündigen. Die Ausstrahlung mancher Sendungen wurde gerichtlich durchgesetzt.
Kanal 4 präsentierte 1990 die erste Aufzeichnung der Kölner Stunksitzung (danach wurde sie auch vom WDR regelmäßig übertragen). Im 1998 geänderten Rundfunkstaatsvertrag waren offene Kanäle nicht mehr enthalten.
Die Musiksendung Kanal 4Keynote, moderiert von Trini Trimpop (später zusammen mit Hilko Meyer), präsentierte ab 1993 Konzertaufzeichnungen und Interviews aus den Bereichen, Rock, Heavy Metal, Hip-Hop, Reggae und elektronische Musik. 
Angekündigt wurden die Programme von Kanal 4 durch ein eigenes Logo, eine Kanalratte, die sich durch ein Labyrinth bis zur Nummer 4 buddelte.
Der Schauspieler und Kabarettist Martin Zuhr hatte seine ersten Fernsehauftritte als Moderator der Satiresendung Donner's Tag bei Kanal 4, die 1991 den Adolf-Grimme-Preis mit Silber in der Sparte „Unterhaltung“ erhielt.
1997 präsentierte Christoph Schlingensief auf Kanal 4 die Talkshow Talk 2000.